# Marcus Licinius Crassus (Konsul 30 v. Chr.)
Marcus Licinius Crassus (* um 60 v. Chr.) war ein römischer Politiker der späten Republik und der augusteischen Zeit. Er war zunächst in die Bürgerkriege nach dem Tod Gaius Iulius Caesars verwickelt und lief dabei kurz vor der entscheidenden Schlacht bei Actium zu Octavian, dem späteren Kaiser Augustus, über. In dessen Auftrag kämpfte er in den frühen 20er Jahren v. Chr. auf dem Balkan gegen verschiedene dort siedelnde Stämme.

## Familie
Crassus war ein Sohn des Marcus Licinius Crassus. Seine Mutter war vermutlich dessen Ehefrau Caecilia Metella, die Tochter des Quintus Caecilius Metellus Creticus, die durch ihr Grabmal an der Via Appia bekannt ist. Sein Vater war der ältere Sohn des gleichnamigen Triumvirn und diente als Quaestor unter Gaius Iulius Caesar.
Marcus Licinius Crassus Frugi, der Konsul des Jahres 14 v. Chr., war vermutlich ein Adoptivsohn des Marcus Licinius Crassus und entstammte ursprünglich der Familie der Calpurnier.

## Leben bis zum Konsulat
In den Bürgerkriegen nach dem Tod Gaius Iulius Caesars kämpfte Marcus Licinius Crassus zunächst auf der Seite des Sextus Pompeius. Als dieser 39 v. Chr. bei Misenum einen Waffenstillstand mit Octavian (dem späteren Augustus) und Marcus Antonius schloss, konnte Crassus nach Rom zurückkehren. Ab 36 v. Chr. war er Anhänger des Antonius und Statthalter der Provinz Creta et Cyrene.
Als der Konflikt zwischen Octavian und Antonius ausbrach, lief Crassus kurz vor der Schlacht bei Actium zu Octavian über und wurde mit dem Konsulat des Jahres 30 v. Chr. (zusammen mit Octavian selbst) belohnt. Da er entgegen der Üblichkeiten vor dem Konsulat nicht die Praetur bekleidet hatte, liegt die Annahme nahe, dass Crassus den Konsulat als Bedingung für seinen Übertritt zu Octavian eingefordert hatte.

## Kriege auf dem Balkan
In den beiden Jahren nach seinem Konsulat kommandierte er als Prokonsul von Makedonien starke Truppenverbände von vermutlich vier Legionen auf dem Balkan und kämpfte erfolgreich gegen verschiedene Völker. Dabei gelang es ihm 29 v. Chr., bei einem Gefecht am Fluss Tzibritza den König der Bastarner namens Deldo eigenhändig zu töten. Seinen Anspruch, die dabei gewonnene Rüstung Deldos als spolia opima zu weihen (was nur drei früheren römischen Feldherren zugestanden worden war), wies Augustus jedoch zurück. Aufgrund seines erfolgreichen Feldzugs wurde ihm wie auch Octavian ein Triumph zuerkannt.
Der Geschichtsschreiber Cassius Dio, die Hauptquelle für die Ereignisse dieser Jahre, schreibt in diesem Zusammenhang, dass Crassus entgegen einer verbreiteten Meinung nicht den Titel Imperator erhalten habe, weil Augustus dies für sich selbst beansprucht habe. Die moderne Forschung ist jedoch überwiegend zu dem Ergebnis gekommen, dass Cassius Dio hier irrt und die von ihm explizit erwähnte abweichende Meinung korrekt ist. Dafür sprechen vor allem zwei griechische Inschriften, in denen er den Titel Autokrator (die griechische Entsprechung zu „Imperator“) führt.
Cassius Dio erklärt zu Beginn seiner Ausführungen über Marcus Licinius Crassus, dieser habe auf dem Balkan auch gegen die Daker gekämpft. Im weiteren Verlauf seines ausführlichen Berichtes schildert er dann jedoch nur die Kampfhandlungen gegen diverse andere Völker, nicht aber gegen die Daker. Das wird in der modernen althistorischen Forschung teilweise darauf zurückgeführt, dass die Daker als Feinde Roms in diesen Jahrzehnten eine besonders große Bedeutung hatten und der Kampf gegen sie als besonders prestigereich galt. Noch Iulius Caesar hatte vor seinem Tod einen Feldzug gegen den Dakerkönig Burebista geplant. Da Marcus Licinius Crassus als Nachfahre seines mächtigen Großvaters ein ernstzunehmender politischer Konkurrent für den Caesar-Erben Octavian war, wollte dieser vermutlich nicht riskieren, dass Crassus sich in der römischen Öffentlichkeit als Sieger über die Daker profilieren kann. Angesichts dessen besteht die Möglichkeit, dass Crassus’ Dakerfeldzug gezielt „totgeschwiegen“ und die Feldzüge gegen die Bastarner und andere Stämme hervorgehoben wurden.
In der zweiten Feldzugssaison führte er den Krieg weiter, zunächst gegen die Bastarner, die er vollständig besiegte, dann gegen thrakische und getische Stämme. Dabei soll er in der getischen Festung Genukla auch die Feldzeichen (signa) zurückgewonnen haben, die Gaius Antonius Hybrida über dreißig Jahre zuvor bei Kämpfen gegen die Bastarner verloren hatte. Den ihm zugestandenen Triumph feierte er nach seiner Rückkehr nach Rom am 4. Juli 27 v. Chr. Seinen Anspruch, die dem Bastarnerkönig abgenommene Rüstung als spolia opima zu weihen, wies Augustus (wie Octavian seit Anfang des Jahres genannt wurde) zurück: Crassus habe nicht als autonomer Feldherr („unter seinen eigenen Auspizien“) gekämpft, sondern unter dem Imperium Octavians, dem somit alle Ehrungen zuständen. In der althistorischen Forschung ist umstritten, ob Augustus’ Behauptung mit der früheren Praxis der spolia opima übereinstimmt oder von ihm erfunden wurde, um das militärische Monopol des Princeps zu sichern.
Über das weitere Leben von Marcus Licinius Crassus liegen keine Informationen vor.